# Rolua monetifera
Rolua monetifera är en fjärilsart som beskrevs av Dyar 1915. Rolua monetifera ingår i släktet Rolua och familjen nattflyn. Inga underarter finns listade.